# Les Corts
Le district des Corts (en catalan : districte de les Corts) est l'un des dix districts (district no IV) de la ville de Barcelone (Catalogne).
Il est constitué des trois quartiers suivants : quartier des Corts (ca), La Maternitat i Sant Ramon et Pedralbes.

## Accès
La station de métro Les Corts permet d'accéder de façon centrale au quartier.

## Bâtiments remarquables et lieux de mémoire
- Y sont situés notamment le Camp Nou, « nouveau stade » du FC Barcelone, ainsi que leur ancien stade, le Camp de les Corts.

- Le cimetière de les Corts, de style moderniste, est l'un des grands lieux du tourisme de mémoire à Barcelone[1].
- Le mémorial de la prison pour femmes de Les Corts[2].

## Localisation
Le district est situé à l'ouest de la ville.

Localisation du district de Les Corts dans Barcelone.

## Personnalités liées au quartier
- Mució Miquel (1902-1945), cycliste professionnel, résistant et assassiné dans le camp de concentration de Lübtheen.
- Conxa Pérez Collado (1915-2014), militaire républicaine de la guerre d'Espagne, est née dans le quartier[3].